# اودت یو ۱
اودت یو ۱ (به انگلیسی: Udet U 1) یک هواگرد ساختِ کارخانهٔ ارنست اودت در کشور آلمان است. این هواگرد در ۱ مه ۱۹۲۲ میلادی نخستین پرواز خود را انجام داد.